# Oost-Afrikaanse Gemeenschap
De Oost-Afrikaanse Gemeenschap (OAG) is een intergouvernementele organisatie, die één land had kunnen vormen in 2010. Het land zou één president hebben, die de huidige landen Burundi, Democratische Republiek Congo, Kenia, Oeganda, Rwanda, Tanzania en Zuid-Soedan zou moeten besturen. De huidige vorm is althans nog steeds de Oost-Afrikaanse Federatie.  Deze bestaat ook uit de zeven huidige leden van de OAG. Hoewel een meerderheid van de inwoners in Burundi, Kenia, Oeganda en Rwanda voor lijkt te zijn, wijzen peilingen in Tanzania op een grote meerderheid (80%) die tegen de Oost-Afrikaanse Federatie is. Tanzania heeft meer land dan de andere vier landen en de Tanzanianen zijn dan ook bang dat hun land door de anderen zal worden ingenomen. Landschaarste is een veelvoorkomend probleem in Oost-Afrika, met name in Kenia waar rellen ontstonden in 2007 waarbij meer dan 150 doden vielen en meer dan 60.000 mensen op de vlucht sloegen. De eerste grote stap naar de oprichting van de Oost-Afrikaanse federatie is de douane-unie die op 1 januari 2005 inging.
De OAG werd in 1967 opgericht maar viel in 1977 uit elkaar, wat tot grote vreugde leidde in Kenia. Het project werd echter nieuw leven ingeblazen op 7 juli 2000.
De OAG is een van de acht Regionale Economische Gemeenschappen van de Afrikaanse Unie.
In januari 2023 was de Oost-Afrikaanse Gemeenschap (EAC) van plan om binnen de komende vier jaar een gemeenschappelijke munt uit te geven. De Raad van Ministers van de organisatie moet beslissen over de locatie van het East African Monetary Institute en het opstellen van een stappenplan voor de uitgifte van de gemeenschappelijke munt.

## Leden
| Land           | Hoofdstad | Toetreding | Bevolking   | Oppervlakte (km2) | BBP (miljard US$) | BBP per capita (US$) |
| -------------- | --------- | ---------- | ----------- | ----------------- | ----------------- | -------------------- |
| Kenia          | Nairobi   | 2000       | 56.517.268  | 580.367           | 114.7             | 2.252                |
| Oeganda        | Kampala   | 2000       | 50.770.775  | 241.550           | 46.4              | 1.060,4              |
| Tanzania       | Dodoma    | 2000       | 67.273.474  | 945.087           | 77.5              | 1.260,1              |
| Burundi        | Gitega    | 2007       | 12.800.008  | 27.834            | 3.4               | 272,4                |
| Rwanda         | Kigali    | 2007       | 13.766.468  | 26.338            | 12.1              | 910                  |
| Zuid-Soedan    | Juba      | 2012       | 14.433.660  | 644.329           | 5.7               | 392,7                |
| Congo-Kinshasa | Kinshasa  | 2022       | 96.801.000  | 2.344.858         | 64.8              | 669,4                |
|                |           |            | 312.362.653 | 4.810.363         | 325               | 1106.3               |

De Oost-Afrikaanse regio bezit een groot aantal natuurlijke hulpbronnen. Tanzania heeft een redelijk periode van vrede gekend sinds zijn onafhankelijkheid, dit in tegenstelling tot de andere zes landen. Vandaag de dag probeert Oost-Afrika zijn stabiliteit en welvaart dat het nu bezit te behouden terwijl het wordt omringd door conflicten in Congo, de Hoorn van Afrika en Zuid-Soedan.
De twee meest gebruikte talen in Oost-Afrika zijn het Swahili en het Engels.